# Devin Searcy
Devin Searcy (ur. 25 sierpnia 1989 w Romulus) – amerykański koszykarz występujący na pozycji silnego skrzydłowego, obecnie zawodnik Pszczółki Startu Lublin.
W latach 2012 reprezentował Philadelphia 76ers, podczas rozgrywek letniej ligi NBA w Orlando.
11 stycznia 2021 zawarł umowę ze Startem Lublin.

## Osiągnięcia
Stan na 11 lutego 2021, na podstawie, o ile nie zaznaczono inaczej.
NCAA
- Uczestnik rozgrywek II rundy turnieju NCAA (2009)
- Mistrz turnieju (NIT – 2010)

Drużynowe
- Mistrz Cypru (2018)
- Zdobywca:
  - Pucharu Cypru (2018)
  - Superpucharu Cypru (2017)

Indywidualne
- Zaliczony do I składu kolejki EBL (23 – 2020/2021)[4]
- Uczestnik meczu gwiazd ligi cypryjskiej (2017)